# Psammophile

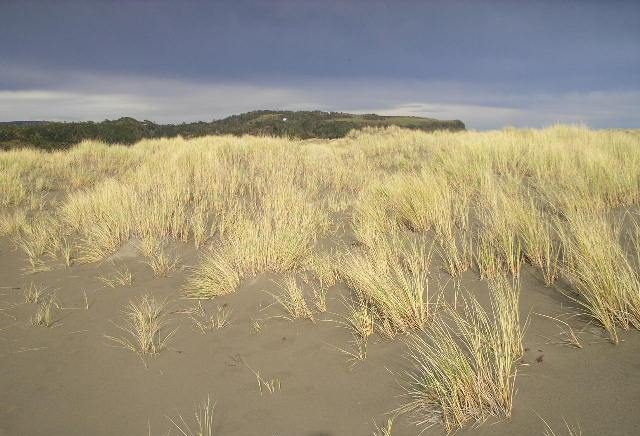
Dunes d'Oyat sur l'île de Chiloé.

Psammophile (du grec ancien ψάμμος, psammos « sable », avec le suffixe -phile de philos « qui aime »), sabulicole désigne les espèces (animales, végétales, fongiques, bactériennes, etc.) qui effectuent tout ou partie de leur cycle de vie dans un substrat sableux (et par extension des espèces vivant dans d'autres substrats fins (cendres, schlamms...) ou s'en contentant comme habitat de substitution.

Ne pas confondre avec le terme arénophile (du latin arena « sable », avec le suffixe -phile du grec ancien philos « qui aime ») qui désigne une personne qui collectionne le sable.

## Flore et faune
Dans le monde animal, ce sont notamment des invertébrés fouisseurs tels que certains coléoptères, guêpes solitaires et abeilles solitaires, mais aussi des lézards, serpents, ou quelques rares micromammifères adaptés à la vie dans le sable. Quelques oiseaux comme des guêpiers ou l'hirondelle de rivage sont également psammophiles.
Dans le monde végétal, les dunes abritent une végétation exclusivement psammophile et bien diversifiée : psammophytes de type Ammophila arenaria, Echinophora spinosa, Eryngium maritimum, Euphorbia paralias, Silene nicaensis, Medicago marina, Calystegia soldanella...